# Abdelmadjid Aouchiche
Pour les articles homonymes, voir Aouchiche.
Abdelmadjid Aouchiche (en arabe : عبد المجيد أوشيش), né le 24 octobre 1926 à Bordj Bou Arreridj et mort le 4 novembre 2010 à Alger, est un homme politique algérien.

## Biographie
Dans le contexte des manifestations du 8 mai 1945, il est arrêté et emprisonné  au camp de Djeniene Bourezg.
Après l'indépendance de l'Algérie, il est durant plusieurs années  directeur général de la DNC-ANP (Direction nationale des coopétatives de l'Armée nationale populaire). En mars 1977, il est nommé ministre de la Construction, de l’Habitat et de l’Urbanisme ;  de 1982 à 1984, il est ambassadeur de l’Algérie en Argentine.
Il contribue au développement du sport équestre en Algérie par ses responsabilités au sein de la fédération algérienne du sport équestre en tant que vice-président et président.

### Décès
Il meurt le 4 novembre 2010 à l'âge de 84 ans ; il est inhumé au cimetière d'El Alia.

### Hommages
L'hippodrome du Caroubier à Alger porte son nom.